# 民主自由党 (ルーマニア)
民主自由党（みんしゅじゆうとう、ルーマニア語: Partidul Democrat-Liberal, PD-L）は、かつて存在したルーマニアの中道右派政党。2007年12月15日に民主党が自由民主党と合流して設立された。2004年から2007年にかけて、民主党は国民自由党との政党連合「正義と真実連合」を結成していた。民主党は、創設者であるトライアン・バセスクが2004年の大統領選挙で当選し、党首を辞任したのちもバセスクを支持する立場をとり、国会でもバセスクの考えをもとに活動していた。
2008年、民主自由党は代議院と元老院の総選挙において最多議席を獲得し、社会民主党との連立政権を樹立していた。ところが2009年10月に首相のエミール・ボックが社会民主党所属で副首相兼内相のダン・ニカを解任したことから、社会民主党が連立政権から離脱した。その後同年12月の大統領選挙で再選を果たしたバセスクがボックを首相に再指名し、ハンガリー人民主同盟と連立政権を発足させた。
2014年11月17日をもって国民自由党に合流し、消滅した。

## 歴史
民主自由党の起源はルーマニア革命で共産主義政権を終焉させた、イオン・イリエスク率いる救国戦線 (FSN) にまでさかのぼることができる。救国戦線は当初、自らは政党ではなく選挙が実施されることになっても候補者を擁立する予定はないとしていた。ところが1990年2月に救国戦線は政党として登録し、国営メディアを自らの傘下に置いて選挙で勝利した。
1992年初頭に救国戦線の指導部にあったイリエスクとペトレ・ロマンの2人のあいだで対立が生じ、イリエスク派が救国戦線から離脱して民主救国戦線 (FDSN) を結成、のちに社会民主党 (PSD) となる。
1992年の総選挙では民主救国戦線が大勝し、敗れた救国戦線はそれからの4年間を野党として過ごすこととなった。1993年、救国戦線は民主党 Partidul Democrat に改称した。1996年に民主党はルーマニア社会民主党 (PSDR) とともに選挙連合「社会民主同盟 (Uniunea Social-Democrată)」を結成して総選挙に臨んだ。社会民主同盟は獲得議席数で第3位となり、ハンガリー人民主同盟 (UDMR) とともに会派連合「ルーマニア民主会議 (CDR)」を結成して連立政権を樹立した。ところが2000年から2004年にかけて、民主党はふたたび野党に転落した。
2004年の総選挙に先立って、民主党は国民自由党 (PNL) と提携して政党連合「正義と真実」(Alianţa Dreptate şi Adevăr) を結成し、社会民主党との対決に臨んだ。
正義と真実は両院の選挙で約 32% を得票したものの過半数には届かず、また社会民主党にはおよそ6パーセントポイント届かなかった。それでも民主党は国民自由党のほかにも、ハンガリー人民主同盟、保守党とともに2007年4月まで続く連立政権を樹立した。
2005年の党大会で民主党は欧州人民党への参加を決め、欧州社会党や社会主義インターナショナルから脱退した。またこの年にペトレ・ロマンが離党し、ロマン派によって民主勢力 (FD) が結成された。
2005年半ばから、大統領であるバセスクと首相で国民自由党党首のカリン・ポペスク＝タリチェアヌとの対立が目立つようになったことから、民主党と国民自由党との関係に亀裂が入るようになっていった。そもそも2004年の大統領選挙でバセスクが勝利したさいに、バセスク自身がタリチェアヌを首相に任命していた。バセスクは自らが望んでいたとしても、憲法の規定によってタリチェアヌを解任することはできない。
2007年4月1日にタリチェアヌは民主党所属の閣僚を解任し、少数派政権に移行した。
2007年12月15日に民主党は「民主自由党」へ名を改め、自由民主党と合流した。自由民主党では党大会でこの合流について採決され、賛成933、反対1、棄権6で承認されていた。

## 政策
2004年以降、民主自由党の綱領は社会民主主義から中道主義や保守の性格の強いものとなり、また経済自由主義や改革主義の要素も盛り込まれるようになった。自由市場の強化や、16%というルーマニアの均一税率を支持し、地方分権を進めて8つの開発地域の権限を強化させるためのルーマニア憲法の改正も主張していた。